# Haarrijnseplas
De Haarrijnseplas is een zandwinningsplas in de Nederlandse gemeente Utrecht nabij de snelweg A2. De plas wordt doorsneden door de Maarssenseweg, de weg tussen Maarssen en Themaat (Vleuten). De twee plassen hebben een gezamenlijke oppervlakte van ruwweg 90 hectare. De plassen zijn in het begin van de 21e eeuw gegraven. Uit dit zandgat is 13 miljoen m³ zand is gewonnen. Een groot deel daarvan is gebruikt om de Vinex-wijk Leidsche Rijn op te hogen. Naast recreatie heeft de plas een functie in het waterbeheer.